# محمية الصليبية
محمية الصليبية محمية طبيعية كويتية. يشرف عليها معهد الكويت للأبحاث العلمية منذ عام 1979. تقع في جنوب غرب الكويت وتختص وزارة الداخلية الكويتية بحمايتها. تبلغ مساحة المحمية 25 كيلو متر مربع، توجد بها العديد من النباتات الطبيعية مثل العرفج والثندي والتمام، وينتشر بها العديد من الحيوانات مثل الضب والجربوع والثعابين وأنواع عديدة من الطيور المهاجرة.